# Шестаков, Евгений Васильевич
Евгений Васильевич Шестаков (укр. Євген Васильович Шестаков; родился 17 сентября 1976) — украинский боксёр полулёгкой весовой категории, мастер спорта Украины, выступал за сборную Украины 1995-2000 годы. Участник Чемпионата Европы по боксу в Вайле, Дания и Олимпийских Игр 1996 в Атланте.

## Биография
Чемпион Первой спартакиады Украины среди взрослых в 1995 году в Евпатории, Украина. Неоднократный финалист и призер Чемпионатов и первенства Украины 1996-2000 годов. Финалист Второй спартакиады Украины 2000 год в г. Харькове, Украина.
На чемпионате Европы по боксу в Вайле, Дания занял 5-е место и завоевал именную путевку на Олимпийские Игры 1996 в Атланте, США.
Он в составе Олимпийской сборной Украины представлял Украину на летних Олимпийских играх 1996 в Атланте, где занял 17-е место. Он выступал в полулёгком весе до 57 кг. В первом бою  со счётом 4:11 потерпел поражение от болгарского боксёра, в будущем — серебряного призёра игр Серафима Тодорова.
Участник Чемпионата Мира по боксу среди военнослужащих 1997 в Сан-Антонио, США и 1999 Варендорф, Германия.
В настоящее время проживает в Евпатории, где руководит боксёрским клубом «Евпатор»

## Личная жизнь
2 сына и 2 высших образования.